# Daniel Migneault
Daniel Migneault (* 16. Februar 1978 in Baie-Comeau) ist ein ehemaliger kanadischer Snowboarder. Er startete in der Disziplin Halfpipe.

## Werdegang
Migneault nahm im Februar 1997 im Mont Sainte-Anne erstmals am Snowboard-Weltcup der FIS teil, wobei er den 33. Platz errang. In der Saison 1998/99 erreichte er mit Platz fünf am Mount Bachelor seine erste von insgesamt drei Top-Zehn-Platzierungen im Weltcup und kam bei den Snowboard-Weltmeisterschaften 1999 in Berchtesgaden auf den 14. Platz. In der Saison 2001/02 holte er in Whistler seinen einzigen Weltcupsieg und erreichte mit dem 11. Platz im Halfpipe-Weltcup sein bestes Gesamtergebnis. Bei seiner einzigen Teilnahme an Olympischen Winterspielen im Februar 2002 in Salt Lake City belegte er den 26. Platz. Seinen 14. und damit letzten Weltcup absolvierte er zuvor in Alpe d’Huez, welchen er auf dem 18. Platz beendete.

## Teilnahmen an Weltmeisterschaften und Olympischen Winterspielen

### Olympische Spiele
- 2002 Salt Lake City: 26. Platz Halfpipe

### Weltmeisterschaften
- 1999 Berchtesgaden: 14. Platz Halfpipe

## Weltcupsiege und Weltcup-Gesamtplatzierungen

### Weltcupsiege
| Nr. | Datum            | Ort      | Disziplin |
| --- | ---------------- | -------- | --------- |
| 1.  | 9. Dezember 2001 | Whistler | Halfpipe  |

### Weltcup-Gesamtplatzierungen
| Saison    | Gesamt | Gesamt | Halfpipe | Halfpipe |
| Saison    | Punkte | Platz  | Punkte   | Platz    |
| --------- | ------ | ------ | -------- | -------- |
| 1996/97   | 4      | 127.   | 24       | 104.     |
| 1998/99   | 83     | 97.    | 666      | 27.      |
| 1999/2000 | 25     | 127.   | 280      | 59.      |
| 2001/02   | -      | -      | 1720     | 11.      |